# Општина Демир Капија
Општина Демир Капија је једна од 9 општина Вардарског региона у Северној Македонији. Седиште општине је истоимени градић Демир Капија.

## Положај
Општина Демир Капија налази се у јужном делу Северне Македоније. Општине које окружују општину Демир Капија су:
- север и запад — Општина Неготино
- исток — Општина Конче
- исток — Општина Валандово
- југ — Општина Ђевђелија
- југозапад — Општина Кавадарци

## Природне одлике
Рељеф: Општина Демир Капија добила је име по истоименој клисури Вардара, која чини средишњу област ове општине. Јужни део општине издиже се у планину Кожуф.
Клима у општини је топлија варијанта умерене континенталне климе због утицаја Средоземља.
Воде: Река Вардар је најзначајнији водоток у општини и сви мањи водотоци се уливају у ову реку. Од њих најважнији је речица Бошаница.

## Становништво
Општина Демир Капија имала је по последњем попису из 2002. г. 4.545 ст., од чега у седишту општине, граду Демир Капији, 3.275 ст. (72%). Општина је ретко насељена, посебно сеоско подручје.
Национални састав по попису из 2002. године био је:
|           | Број  | Постотак |
| Укупно    | 4.545 | 100%     |
| Македонци | 3.997 | 87,9%    |
| Турци     | 344   | 7,6%     |
| Срби      | 132   | 2,9%     |
| остали    | 72    | 1,6%     |

## Насељена места
У општини постоји 15 насељених места, једно градско (град Демир Капија), а осталих 14 са статусом села:
(* — насеље са српском мањином)
| - Демир Капија - Барово - Бесвица - Бистренци - Драчевица | - Дрен - Иберли - Клисура - Кошарка - Копришница | - Корешница* - Прждево - Стрмашево - Челевец - Чифлик |  |

## Срби у општини Демир Капија
| Срби у општини Демир Капија |              |              |             |
| година пописа               | 1981.        | 1971.        | 1961.       |
| Барово                      | 0            | 2 (1,88%)    | 5 (1,90%)   |
| Бесвица                     | 0            | 0            | 2 (0,62%)   |
| Бистренци                   | 6 (1,55%)    | 6 (1,52%)    | 13 (2,78%)  |
| Демир Капија                | 29 (0,90%)   | 31 (1,21%)   | 19 (0,99%)  |
| Драчевица                   | 0            | 0            | 0           |
| Дрен                        | 1 (0,44%)    | 1 (0,38%)    | 2 (0,64%)   |
| Иберли                      | 0            | 0            | 0           |
| Клисура                     | 0            | 0            | 4 (1,04%)   |
| Копришница                  | 0            | #            | 4 (13,33%)  |
| Корешница                   | 126 (33,24%) | 118 (37,46%) | 90 (16,72%) |
| Кошарка                     | 0            | 0            | 0           |
| Прждево                     | 3 (0,61%)    | 6 (0,98%)    | 1 (0,14%)   |
| Стрмашево                   | #            | #            | 0           |
| Челевец                     | 0            | 4 (6,25%)    | 4 (9,09%)   |
| Чифлик                      | 1 (0,89%)    | 1 (0,60%)    | 1 (0,39%)   |
| укупно                      | 166 (3,23%)  | 169 (3,39%)  | 145 (2,65%) |